# Onthophagus heydeni
Onthophagus heydeni là một loài bọ cánh cứng trong họ Bọ hung (Scarabaeidae).